# Velika nagrada Avstralije 2003
Velika nagrada Avstralije 2003 je bila prva dirka Svetovnega prvenstva Formule 1 v sezoni 2003. Odvijala se je 9. marca 2003.

## Rezultati

### Kvalifikacije
| Poz | Št | Dirkač                | Konstruktor      | 1. del   | 2. del    | Zaostanek |
| --- | -- | --------------------- | ---------------- | -------- | --------- | --------- |
| 1   | 1  | Michael Schumacher    | Ferrari          | 1:27,103 | 1:27,173  |           |
| 2   | 2  | Rubens Barrichello    | Ferrari          | 1:26,372 | 1:27,418  | +0,245    |
| 3   | 3  | Juan Pablo Montoya    | Williams-BMW     | 1:27,450 | 1:28,101  | +0,928    |
| 4   | 10 | Heinz-Harald Frentzen | Sauber-Petronas  | 1:27,563 | 1:28,274  | +1,101    |
| 5   | 20 | Olivier Panis         | Toyota           | 1:27,352 | 1:28,288  | +1,115    |
| 6   | 16 | Jacques Villeneuve    | BAR-Honda        | 1:26,832 | 1:28,420  | +1,247    |
| 7   | 9  | Nick Heidfeld         | Sauber-Petronas  | 1:27,510 | 1:28,464  | +1,291    |
| 8   | 17 | Jenson Button         | BAR-Honda        | 1:27,159 | 1:28,682  | +1,509    |
| 9   | 4  | Ralf Schumacher       | Williams-BMW     | 1:28,266 | 1:28,830  | +1,657    |
| 10  | 8  | Fernando Alonso       | Renault          | 1:27,255 | 1:28,928  | +1,755    |
| 11  | 5  | David Coulthard       | McLaren-Mercedes | 1:27,242 | 1:29,105  | +1,932    |
| 12  | 7  | Jarno Trulli          | Renault          | 1:27,411 | 1:29,136  | +1,963    |
| 13  | 11 | Giancarlo Fisichella  | Jordan-Ford      | 1:27,633 | 1:29,344  | +2,171    |
| 14  | 14 | Mark Webber           | Jaguar-Cosworth  | 1:27,675 | 1:29,367  | +2,194    |
| 15  | 6  | Kimi Räikkönen        | McLaren-Mercedes | 1:26,551 | 1:29,470  | +2,297    |
| 16  | 21 | Cristiano da Matta    | Toyota           | 1:27,478 | 1:29,538  | +2,365    |
| 17  | 12 | Ralph Firman          | Jordan-Ford      | 1:29,977 | 1:31,242  | +4,069    |
| 18  | 15 | Antônio Pizzonia      | Jaguar-Cosworth  | 1:30,092 | 1:31,723  | +4,550    |
| 19  | 19 | Jos Verstappen        | Minardi-Cosworth | 1:30,053 | brez časa |           |
| 20  | 18 | Justin Wilson         | Minardi-Cosworth | 1:30,479 | brez časa |           |

### Dirka
| Poz | Št | Dirkač                | Konstruktor      | Krogi | Čas/Odstop     | Št. m. | Toč |
| --- | -- | --------------------- | ---------------- | ----- | -------------- | ------ | --- |
| 1   | 5  | David Coulthard       | McLaren-Mercedes | 58    | 1:34:42,1      | 11     | 10  |
| 2   | 3  | Juan Pablo Montoya    | Williams-BMW     | 58    | + 8,675 s      | 3      | 8   |
| 3   | 6  | Kimi Räikkönen        | McLaren-Mercedes | 58    | + 9,192 s      | 15     | 6   |
| 4   | 1  | Michael Schumacher    | Ferrari          | 58    | + 9,482 s      | 1      | 5   |
| 5   | 7  | Jarno Trulli          | Renault          | 58    | + 38,801 s     | 12     | 4   |
| 6   | 10 | Heinz-Harald Frentzen | Sauber-Petronas  | 58    | + 43,928 s     | 4      | 3   |
| 7   | 8  | Fernando Alonso       | Renault          | 58    | + 45,074 s     | 10     | 2   |
| 8   | 4  | Ralf Schumacher       | Williams-BMW     | 58    | + 45,745 s     | 9      | 1   |
| 9   | 16 | Jacques Villeneuve    | BAR-Honda        | 58    | + 1:05,536     | 6      |     |
| 10  | 17 | Jenson Button         | BAR-Honda        | 58    | + 1:05,974     | 8      |     |
| 11  | 19 | Jos Verstappen        | Minardi-Cosworth | 57    | +1 krog        | 20     |     |
| Ods | 11 | Giancarlo Fisichella  | Jordan-Ford      | 52    | Menjalnik      | 13     |     |
| Ods | 15 | Antônio Pizzonia      | Jaguar-Cosworth  | 52    | Vzmetenje      | 18     |     |
| Ods | 20 | Olivier Panis         | Toyota           | 31    | Pritisk goriva | 5      |     |
| Ods | 9  | Nick Heidfeld         | Sauber-Petronas  | 20    | Vzmetenje      | 7      |     |
| Ods | 18 | Justin Wilson         | Minardi-Cosworth | 16    | Hladilnik      | 19     |     |
| Ods | 14 | Mark Webber           | Jaguar-Cosworth  | 15    | Vzmetenje      | 14     |     |
| Ods | 21 | Cristiano da Matta    | Toyota           | 7     | Zavrten        | 16     |     |
| Ods | 12 | Ralph Firman          | Jordan-Ford      | 6     | Trčenje        | 17     |     |
| Ods | 2  | Rubens Barrichello    | Ferrari          | 5     | Trčenje        | 2      |     |